# Calcio di rinvio

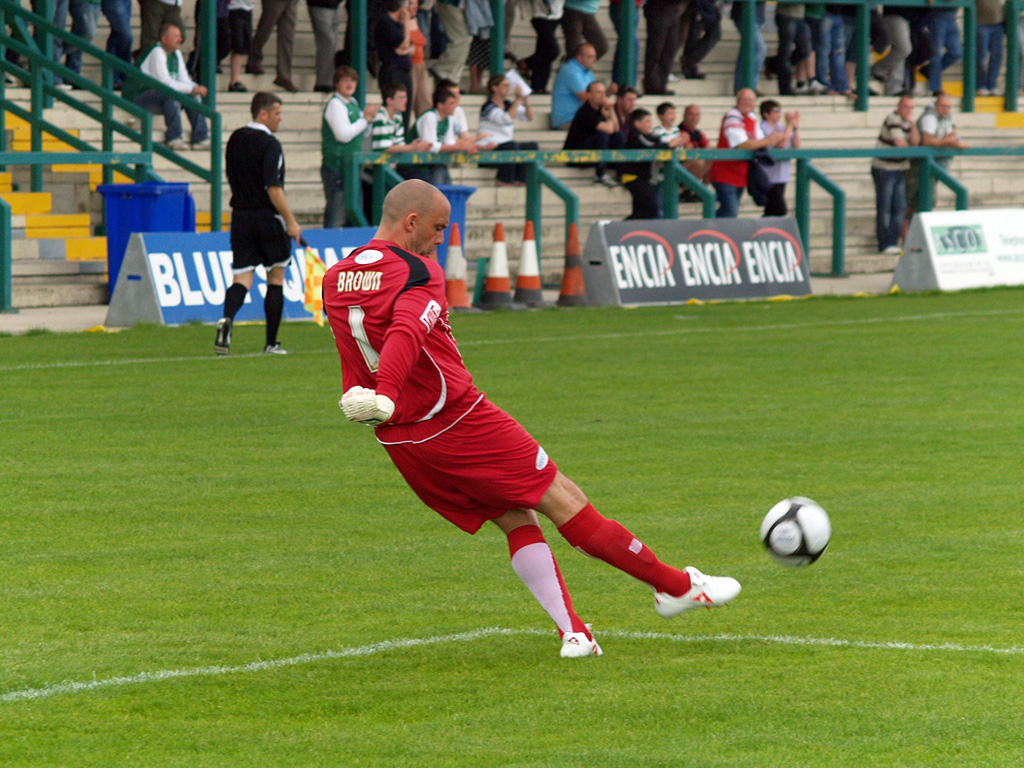
Un portiere esegue un calcio di rinvio

Il calcio di rinvio, comunemente detto rimessa dal fondo, è la ripresa di gioco utilizzata nel calcio quando il pallone esce da una linea di porta senza che sia stata segnata una rete e l'ultimo tocco al pallone è stato effettuato da un calciatore della squadra attaccante. È disciplinato dalla Regola 16 del Regolamento del gioco del calcio.

## Esecuzione
Il pallone è posto in un punto qualsiasi dell'area di porta, non necessariamente ai vertici, e viene calciato solitamente dal portiere. Tutti i giocatori avversari devono trovarsi al di fuori dell'area di rigore, a differenza dei giocatori della squadra che deve battere la rimessa, fino al momento in cui il pallone non diventa giocabile. Il pallone è in gioco dal momento del calcio: un giocatore della squadra che ha battuto il calcio può giocare la palla anche dentro l'area di rigore, mentre gli avversari potranno fare ingresso in area dal momento del calcio. Se un avversario rimane all'interno o entra nell'area di rigore prima che il calcio di rinvio venga eseguito e gioca, contende o tocca il pallone, il calcio di rinvio deve essere ripetuto. Tuttavia, alla Regola 16 si applicano anche i principi del calcio di punizione eseguito rapidamente descritti nella Regola 13: se la ripresa viene eseguita rapidamente e un avversario non ha realmente avuto il tempo di uscire dall'area di rigore, l'avversario non può interferire o impedire la ripresa del gioco, ma può intercettare il pallone una volta che è in gioco.
Fino al 31 maggio 2019, il pallone era in gioco solamente dal momento in cui usciva dall'area di rigore verso il terreno di gioco. Tale regola è stata cambiata in modo da favorire una ripartenza più rapida da parte della squadra in possesso del pallone, ma anche per scoraggiare un giocatore di essa dall'entrare in area e prendere il pallone al suo interno in modo da salvarsi da un pressing aggressivo da parte dell'avversario.

## Infrazioni e sanzioni
Il calciatore che effettua il calcio di rinvio non deve toccare nuovamente il pallone prima che questo venga toccato da qualche altro calciatore, pena un calcio di punizione indiretto. Se il secondo contatto avviene con le mani, l'arbitro punirà l'infrazione più grave, assegnando un calcio di punizione diretto o un calcio di rigore alla squadra avversaria. Se però il calcio di rinvio è stato effettuato dal portiere, e questi toccasse il pallone con le mani all'interno della propria area di rigore prima che qualche altro giocatore abbia toccato il pallone, non verrà assegnato un calcio di rigore, ma un calcio di punizione indiretto.
Può destare perplessità la possibilità, contemplata dal regolamento, che il giocatore che ha battuto il calcio di rinvio effettui un secondo tocco con le mani all'interno dell'area di rigore dopo che il pallone è uscito dall'area ma senza che sia stato toccato da un altro giocatore. In realtà, il regolamento deve prevedere tutte le situazioni possibili anche se estremamente improbabili, includendo, ad esempio, quella in cui il pallone vi rientri sospinto dal vento o perché ha rimbalzato sull'arbitro.
Se il secondo tocco del pallone, senza che sia stato toccato da un altro giocatore, ha lo scopo di evitare una chiara occasione da rete dell'avversario, allora scatta l'espulsione diretta.
I calciatori che rimangono deliberatamente dentro o entrano in area di rigore prima che la ripresa venga eseguita non dovrebbero ottenere un vantaggio ingiusto, anche se la ripresa viene eseguita rapidamente. Se un calciatore avversario commette tale infrazione, il calcio di rinvio deve essere ripetuto; non è necessario assumere alcun provvedimento disciplinare, a meno che l'infrazione non si verifichi più volte (infrazione ripetuta).

## Altre caratteristiche
Un calciatore in posizione di fuorigioco non commette infrazione se riceve il pallone, da un compagno di squadra, direttamente su calcio di rinvio.
Una rete segnata contro la squadra avversaria direttamente su calcio di rinvio è valida; non lo è invece un'autorete: in questo caso sarà assegnato un calcio d'angolo alla squadra avversaria.